# Distrito de Simbal
El distrito de Simbal es uno de los doce distritos de la Provincia de Trujillo, ubicada en el Departamento de La Libertad, bajo la administración del Gobierno regional de La Libertad, en el Perú. 
Desde el punto de vista jerárquico de la Iglesia católica forma parte de la arquidiócesis de Trujillo.

## Límites
El Distrito de Simbal limita al Norte con el distrito de Chicama (Provincia de Ascope) y el distrito de Sinsicap (Provincia de Otuzco).
Limita al Sur con los distritos de Laredo y Poroto.
Limita al Este con los distritos de Sinsicap, Paranday y La Cuesta (Provincia de Otuzco) y el distrito de Poroto.
Y limita al Oeste con los distritos de Huanchaco y Laredo.

## Historia
El 24 de junio de 1565 se produjo la fundación de Simbal con la llegada del sacerdote Fray Luis de Tapia, representante de la orden de San Agustín, quien lo denominó Villa Parroquial de San Juan Bautista de Simbal. El 24 de junio de 1824 el Libertador Simón Bolívar lo elevó a la categoría de distrito, siendo ratificado por el presidente Ramón Castilla el 2 de enero de 1857.

## Geografía
Abarca una superficie de 390,55 km².

## Población
Cuenta con una población de 4 082 habitantes según datos del INEI (Instituto Nacional de Estadística e Informática). De los 4 082 habitantes de Simbal, 1 947 son mujeres y 2 135 son hombres. Es decir, el 52,30 por ciento de la población son hombres y el 47,70 mujeres.
Si se comparan los datos de Simbal con los del departamento de La Libertad concluimos que ocupa el puesto 59 de los 83 distritos que hay en el departamento y representa un 0,2524 % de la población total de esta.
A nivel nacional, Simbal ocupa el puesto 954 de los 1 833 distritos que hay en el Perú y representa un 0,0149 % de la población total del país.

## Autoridades

### Municipales
- 2019 - 2022[3]
  - Alcalde: William Gonzales Narciso, de Fuerza Popular.
  - Regidores:

  1. José Leonardo Marines Uriol (Fuerza Popular)
  2. Santos Alicia Solórzano Sarrin (Fuerza Popular)
  3. Ruth Marisol Gonzales Rubio (Fuerza Popular)
  4. Elmer Donaldo Rodríguez Gonzales (Fuerza Popular)
  5. Rocío del Pilar Escobar Gonzales De Rafael (Partido Aprista Peruano)

Alcaldes anteriores
- 2015 - 2018: Santos Eugenio Rafael Valdivia.
- 2011 - 2014:[4] Santos Eugenio Rafael Valdivia, del Partido Aprista Peruano (PAP).
- 2007 - 2010: Javier Zalatiel Castañeda Carranza, del Partido Alianza para el Progreso.
- 2003 - 2006: Santos Eloy Castañeda Carranza, del Partido Aprista Peruano (PAP).
- 1999 - 2002: Santos Eloy Castañeda Carranza, del Partido Aprista Peruano (PAP).

### Policiales
- Comisario:  PNP, Luisa Huerta Monzón.

## Atractivos turísticos

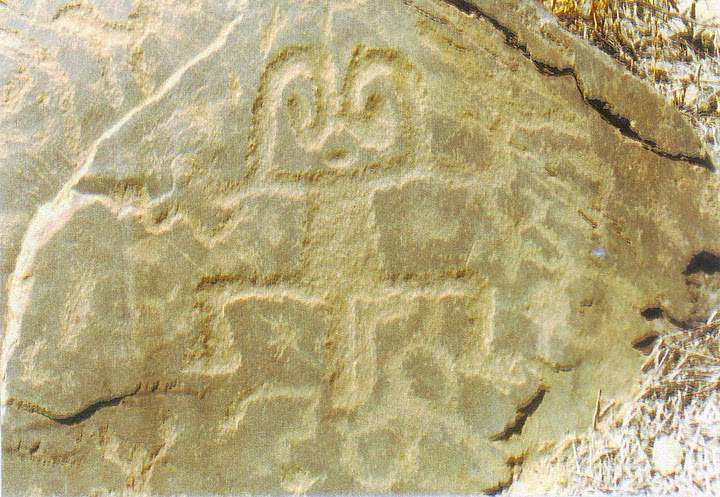

El distrito de Simbal es un lugar de mucha la naturaleza. Esta campiña es visitada por turistas todo el año debido a su clima cálido y soleado. Existen en ella centros de diversión, restaurantes campestres, alojamientos (Las Flores y Los Portales de Simbal) y un hotel de campo, Casa Cumbray Hotel de Campo que recibe turistas nacionales y extranjeros todos los días del año. El recientemente inaugurado Estancia Los Aguacates, enamora por su verdor y su gran expansión de áreas perfectamente cuidadas.
Entre sus principales atractivos se encuentran:
- Iglesia San Juan Bautista.
- Sala de Exhibición Histórica del Señor de la Piedad.
- Centros recreativos.
- El Mirador Cerro, Chichamarca.
- Piedra del Sol, Hacchit.
- Catarata de Chacchit.
- Centro arqueológico
- Las canteras de Cal y Yeso.
- Los petroglifos de Cajamarca
- Los petroglifos de Cholocal.

## Festividades
- La Hermandad del Señor de la Piedad, organiza un programa festivo en honor a su santo patrón.

La festividad se inicia con una lista de Novenarios, que fieles simbaleros realizan con mucho fervor.
- El 25 de enero se realiza en el distrito de Moche, la misa de buen viaje en honor al Inter del Señor de la Piedad. Hermanos mocheros y simbaleros se unen en esta fiesta dando por iniciada la tradicional festividad 26-27-28-29 de enero.
- 28 de enero: Día principal. Procesión tradicional del Señor de la Piedad, es cargado en su anda por sus fieles devotos. Lo acompaña la imagen de la Virgen de los Dolores, que también es llevada en su anda por mujeres devotas.

Durante la fiesta patronal hay un despliegue de banda de músicos que recorren las principales calles. Se llevan a cabo diversos concursos, uno de ellos es el de Marinera Regional. 
La fiesta se vive con el estruendo de los 21 camaretazos y el repique de campanas en honor al "Señor de la Piedad". También diversos juegos artificiales y bailes sociales.
Visita sus alrededores, sus valles, su rica comida y disfruta de la amistad de su gente.
- El 24 de junio es el aniversario de creación política y religiosa.

## Empresas
Según Andrés Tinoco Rondan, estudioso de la etnotecnología, Simbal se caracterizó desde la época colonial por su producción de caliza. A inicios del siglo XX se refiere que el tipo y características de la coca de sus quebradas sirvieron para el zumo de la bebida internacional coca cola, según refiere el estudioso Artidoro Cáceres Velásquez.